# 葛光越
葛光越（1947年—），中華民國空軍中將、前外交官，臺中市人，籍貫遼寧省海城縣，畢業於台大碩士、空軍官校50期，曾任駐拉脫維亞大使、監察委員補提名人、國安會副秘書長、空軍副總司令、空軍幻象2000換裝部隊指揮官、空軍駐法代表、蔣經國總統侍從武官，現任中央軍校校友總會副總會長、一江山戰役協會理事長。